# Gumdi
Gumdi (nep. गुम्दी) – gaun wikas samiti w środkowej części Nepalu w strefie Bagmati w dystrykcie Dhading. Według nepalskiego spisu powszechnego z 2001 roku liczył on 1019 gospodarstw domowych i 5955 mieszkańców (3182 kobiet i 2773 mężczyzn).